# Vlag van Zwitserland

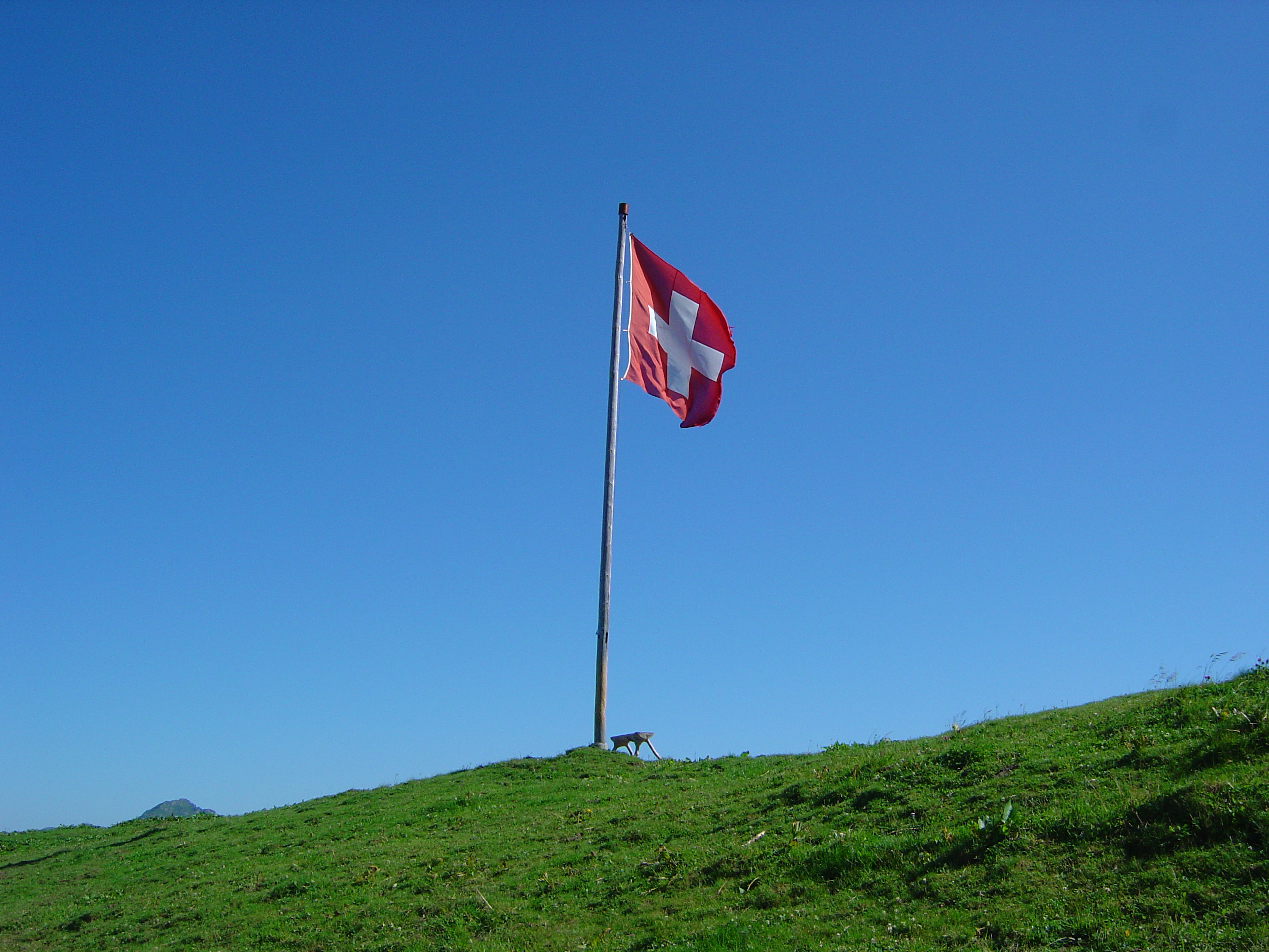
De Zwitserse vlag boven een bergweide

De vlag van Zwitserland is een wit rechtopstaand Grieks kruis, een plusteken (+) op een rode achtergrond. De vlag is net zoals de vlaggen van alle Zwitserse kantons en gemeenten vierkant.
Het symbool is wereldbekend en wordt geassocieerd met kwaliteit. Veel Zwitsers vinden de vlag belangrijk als nationaal symbool en daarom ziet men de vlag geregeld terug in het straatbeeld. De Zwitserse vlag wordt door verschillende Zwitserse bedrijven in hun publieke optreden gebruikt. Een voorbeeld hiervan is de nationale luchtvaartmaatschappij Swiss met het kruis op het kielvlak van het vliegtuig.

## Ontwerp
De vlag bestaat uit een rood veld met daarop een wit kruis. De verhouding van het kruis ten opzichte van de hoogte en breedte van de vlag is niet vastgelegd en de kleur rood is niet gespecificeerd, waardoor er verschillende vlaggen in omloop zijn. Het kruis is niet volledig gelijkvormig, want de armen zijn een zesde deel langer dan dat ze breed zijn. In tegenstelling tot vrijwel alle andere nationale vlaggen is de Zwitserse vlag vierkant. De enige andere vlag die, volgens sommige bronnen, vierkant is, is de vlag van Vaticaanstad. 
De vlag van het Franse departement Savoie lijkt op de vlag van Zwitserland, maar daar op loopt het kruis tot de rand van de vlag. De vlag van Denemarken is bijna hetzelfde, maar die vlag is echter niet vierkant en het kruis is excentrisch en loopt tot de rand van de vlag. Op de vlag van het Rode Kruis zijn rood en wit net omgekeerd als bij de vlag van Zwitserland.

Afmetingen

## Geschiedenis van de vlag
De vlag is afgeleid van de vlag van Schwyz, een Zwitsers kanton. Schwyz is een van de drie oerkantons, die Zwitserland als het Zwitsers Eedgenootschap hebben gesticht.
Het eerste gedocumenteerde optreden van de vlag als Zwitsers symbool (dus niet alleen van Schwyz) was bij de slag van Laupen in 1339. Hierbij werd het kruis op de kleding van de soldaten gedragen.

Vlag van Schwyz

In de eeuwen erna gebruikten sommige Zwitserse kantons, om in veldslagen hun lidmaatschap van het Zwitsers Eedgenootschap te tonen, een rode vlag met een wit kruis, of een dergelijk wimpel boven hun eigen vlag. Ook de gecombineerde troepen van de kantons gingen steeds meer een rode vlag met een wit kruis gebruiken.
Zwitserse burgers gebruiken de vlag sinds de 16e eeuw als nationaal symbool. Vanaf de 17e eeuw gebruikten de troepen van alle kantons een wit kruis gecombineerd met de kleuren van het kanton waar de troepen vandaan kwamen.
Het Zwitserkruis werd per 1815 ingezet als Zwitsers wapen (afbeelding links) en per 1840 door het Zwitserse leger als vlag ingevoerd. Dat gebeurde op voorstel van Guillaume Henri Dufour. Bij de stichting van de bondsstaat in 1848 werd de vlag samengesteld uit vijf gelijke vierkanten met een kruis. In 1889 werd per bondsbesluit de huidige vorm vastgelegd.

## Maritieme vlag
Voor gebruik te water heeft Zwitserland sinds de Tweede Wereldoorlog officieel een andere vlag dan bovengenoemde. Deze vlag (dienst- en oorlogsvlag te water en handelsvlag) bestaat eveneens uit een rood veld met daarop een wit kruis, maar heeft echter een hoogte-lengteverhouding van 2:3 of 7:10.
De maritieme vlag wordt vooral buiten Zwitserland gebruikt, bijvoorbeeld door schepen die de Rijn afvaren. Binnen Zwitserland wordt vaak de vierkante vlag gebruikt.

## Vlag van de Helvetische Republiek
De vlag van de Helvetische Republiek, een mislukte poging om de Zwitserse kantons in een eenheidsstaat te verenigen, was een horizontale driekleur in de kleuren groen, rood en geel met in de rode baan in het Frans de naam van de staat. Deze vlag is aangenomen op 13 februari 1799 en was in gebruik tot het einde van de republiek, in 1803. De groen-rood-gele vlag is in feite de eerste officiële nationale vlag van Zwitserland.

Vlag van de Helvetische Republiek

## Juridische bescherming
Ter ere van Zwitserland en om verwarring met het Rode Kruis-teken te voorkomen zijn staten die zijn aangesloten bij de Eerste Geneefse Conventie verplicht het oneigenlijk of krenkend gebruik van de Zwitserse vlag strafbaar te stellen.